# Liliana V. Blum
 (juillet 2025).
Liliana Blum (Durango, 1974) est une narratrice latino-américaine connue pour ses récits poignants, crus et perturbants. Elle explore la partie la plus obscure de la nature humaine. Elle ouvre la parole sur des sujets indicibles tels que les violences sexuelles et de genre.
La violence est ce qui caractérise le plus la littérature de Liliana Blum. Elle l'utilise comme moteur d'écriture. C'est, d'ailleurs, un des sujets qui revient le plus dans les articles et recherches qui traitent de son travail,.

## Biographie
Liliana Blum est né à Durango, en 1974. Elle a étudié la littérature comparée à l'Université du Kansas et a obtenu un master en Éducation, spécialisé en Humanités à l'Institut Technologique d'Études Supérieures de Monterrey. Elle est l'autrice de six romans et neuf recueils de contes.
C'est une des premières écrivaines mexicaines de sa génération dont les œuvres ont été traduites en anglais.
Ses œuvres traduites en anglais sont mentionnées dans diverses revues littéraires comme Eclética, Mislexia, StorySouth, Blackbird y The Dirty Goat. Elle a été boursière du Fonds National pour la Culture et les Arts (FONCA) dans la création de contes en 2004. Elle a également obtenu le Prix de l'Institut de la Culture de Durango.
Pour ses œuvres Liliana Blum a gagné le Prix National de Conte Beatriz Espejo (2005).
The Curse of Eve and Other Stories est le premier livre de l'autrice qui paraît en anglais. Il comprend 24 contes et pour la majorité d'entre eux, la protagoniste est une femme.

## Œuvres

### Romans
- Ráfaga roja (Seix Barral, 2025)
- El extraño caso de Lenny Goleman (Planeta Juvenil, 2022)
- Cara de Liebre (Seix Barral, 2020)
- El montruo pentápodo (Tusquets, 2017, Bordes 2019)
- Pandora (Tusquets, 2015, MaxiTusquets, 2020)
- Residuo de Espanto (Ficticia Editores, 2013)

### Nouvelles
- Un descuido cósmico (Tusquets, 2023)
- Todas hemos perdido algo (Tusquets, 2020)
- Tristeza de los cítricos (Páginas de Espuma, 2019)
- No me pases de largo (Literal Publications, 2013)
- Yo sé cuando expira la leche (IMC Durango, 2011)
- El libro perdido de Heinrich Böll (Editorial Jus, 2008)
- Vidas de catálogo (Fondo Editorial Tierra Adentro, 2007)
- ¿En qué se nos fue la mañana? (Instituto Tamaulipeco para la Cultura y las Artes, 2007)
- La maldición de Eva (Éditions de Barlovento, 2003)
- The curse of Eve and Other Stories (Host Publications, 2008), traduite en anglais pas Toshiya Kamei[5],[6].